# Wapen van Soerendonk, Sterksel en Gastel

Wapen van Soerendonk, Sterksel en Gastel

Het wapen van Soerendonk, Sterksel en Gastel werd op 14 oktober 1818 bij besluit van de Hoge Raad van Adel aan de toenmalige Noord-Brabantse gemeente Soerendonk en Sterksel verleend. Deze gemeente ging op 1 januari 1821 op in de gemeente Soerendonk, Sterksel en Gastel, die het wapen bleef gebruiken totdat deze gemeente op 1 januari 1925 opging in Maarheeze, waarmee het wapen kwam te vervallen. Op 1 januari 1997 ging Maarheeze op in de gemeente Budel, welke gemeente een jaar later werd hernoemd tot Cranendonck.

## Blazoenering
De blazoenering bij het wapen luidt als volgt:
Van lazuur, beladen met een kraanvogel van natuurlijke kleur.
In het wapenregister staat geen beschrijving, maar uitsluitend een tekening. De heraldische kleur in het wapen is lazuur (blauw). De kraanvogel en het terras waarop deze staat zijn van natuurlijke kleur. Niet vermeld is dat de kraanvogel omgewend is, dus heraldisch naar links kijkt (voor de toeschouwer naar rechts).

## Geschiedenis
Maarheeze en Soerendonk behoorden tot de heerlijkheid Cranendonk, die al in 1289 een kraanvogel in het wapen voerde, onder Willem van Cranendonk, heer van Maarheeze. Het was een sprekend wapen. De kraanvogel werd ook afgebeeld op een zegel uit 1453 van de schepenbank van Maarheeze en Soerendonk. Hij heeft een rol in zijn poot, waarop het woord "Donck" is geschreven. Dit woord kwam in een later zegel niet meer voor. De oorspronkelijke kleuren van het wapen zijn: een rood schild met een zilveren kraanvogel, gepoot en gebekt van zilver. De steen in zijn poot is van zilver. Dit wapen is in rijkskleuren verleend aan de gemeente Maarheeze; Soerendonk en Sterksel kreeg een wapen met uitsluitend een kraanvogel.

## Verwant wapen

Wapen van Maarheeze

Aalburg
· Aalst
· Aarle-Rixtel
· Alem 
· Alem, Maren en Kessel
· Almkerk
· Alphen en Riel
· Andel
· Baardwijk
· Bakel en Milheeze
· Beek en Donk
· Beers
· Berghem
· Berkel-Enschot
· Berlicum
· Besoyen
· Beugen en Rijkevoort
· Bladel en Netersel
· Bokhoven
· Borkel en Schaft
· Boxmeer
· Budel
· Capelle
· Chaam
· Cromvoirt
· Cuijk
· Cuijk en Sint Agatha
· De Werken en Sleeuwijk
· Den Dungen
· Deurne en Liessel
· Dieden, Demen en Langel
· Diessen
· Dinteloord (en Prinsenland)
· Dinther
· Dommelen
· Drongelen, Haagoort, Gansoijen en Doeveren
· Drunen
· Duizel en Steensel
· Dussen
· Eersel
· Eethen
· Emmikhoven en Waardhuizen
· Empel en Meerwijk
· Engelen
· Erp
· Esch
· Escharen
· Fijnaart en Heijningen
· Gassel
· Geffen
· Geldrop
· Gemert
· Genderen
· Gestel en Blaarthem
· Giessen
· Ginneken en Bavel
· Grave
· 's Gravenmoer
· Haaren 
· Halsteren
· Haps
· Haren en Macharen
· Hedikhuizen
· Heesch
· Heeswijk
· Heeswijk-Dinther
· Heeze
· Helvoirt
· Herpt
· Hoeven
· Hooge en Lage Mierde
· Hooge en Lage Zwaluwe
· Hoogeloon, Hapert en Casteren
· Huijbergen
· Kessel
· Klundert
· Landerd
· Leende
· Liempde
· Lierop
· Lieshout
· Linden
· Lith
· Luyksgestel
· Maarheeze
· Maasdonk
· Maashees en Overloon
· Made en Drimmelen
· Maren
· Meeuwen
· Megen, Haren en Macharen
· Mierlo
· Mill en Sint Hubert
· Moergestel
· Nederwetten en Eckart
· Nieuw-Ginneken
· Nieuw-Vossemeer
· Nieuwkuijk
· Nistelrode
· Nuenen en Gerwen
· Nuland
· Oeffelt
· Oerle
· Oijen en Teeffelen
· Oost-, West- en Middelbeers
· Oploo, Sint Anthonis en Ledeacker
· Ossendrecht
· Oud en Nieuw Gastel
· Oudenbosch
· Oudheusden
· Princenhage
· Prinsenbeek
· Putte
· Raamsdonk
· Ravenstein
· Reek
· Reusel
· Riethoven
· Rijsbergen
· Rijswijk
· Roosendaal en Nispen
· Rosmalen
· Sambeek
· Schaijk
· Schijndel
· Sint Anthonis
· Sint-Michielsgestel
· Sint-Oedenrode
· Soerendonk, Sterksel en Gastel
· Sprang
· Sprang-Capelle
· Standdaarbuiten
· Stiphout
· Stratum
· Strijp
· Terheijden
· Teteringen
· Tongelre
· Uden
· Udenhout
· Veen
· Veghel
· Veldhoven en Meerveldhoven
· Velp
· Vessem, Wintelre en Knegsel
· Vierlingsbeek
· Vlierden
· Vlijmen
· Vrijhoeve-Capelle
· Wanroij
· Waspik
· Werkendam
· Westerhoven
· Wijk en Aalburg
· Willemstad
· Woensel (en Eckart)
· Woudrichem
· Wouw
· Zeeland
· Zesgehuchten
· Zevenbergen